# Trinidad e Tobago ai Giochi della XX Olimpiade
Trinidad e Tobago partecipò ai Giochi della XX Olimpiade che si sono svolti a Monaco di Baviera dal 26 agosto all'11 settembre 1972, con una delegazione di diciannove atleti impegnati in quattro discipline per un totale di sedici competizioni. Portabandiera fu il velocista Hasely Crawford, alla sua prima Olimpiade. Fu la sesta partecipazione di questo paese ai Giochi estivi. Non fu conquistata nessuna medaglia.